# Лихосёлка
Лихосёлка (укр. Лихосілка) — село на Украине, находится в Чудновском районе Житомирской области.
Код КОАТУУ — 1825881203. Население по переписи 2001 года составляет 262 человека. Почтовый индекс — 13261. Телефонный код — 4139. Занимает площадь 1,396 км².

## Адрес местного совета
13261, Житомирская область, Чудновский р-н, с.Бурковцы, ул.Октябрьская, 8